# Lingbao
Koordinaten: 34° 31′ N, 110° 54′ O
Die Stadt Lingbao (chinesisch 灵宝市, Pinyin Língbǎo Shì) ist eine kreisfreie Stadt in der zentralchinesischen Provinz Henan. Sie gehört zum Verwaltungsgebiet der bezirksfreien Stadt Sanmenxia. Lingbao hat eine Fläche von 2.994 km² und zählt 736.300 Einwohner (Stand: Ende 2018).
Die Longhai-Bahn verbindet Lingbao mit Lanzhou und Lianyungang.